# Craig Arnold
Craig Arnold (16 de novembro de 1967 — Kuchinoerabujima, c. 27 de abril de 2009), foi um professor e poeta americano. Seu primeiro livro de poemas, Shells (1999), foi selecionado por W. S. Merwin para o Yale Series of Younger Poets. Suas muitas reputações, incluindo a 2005 Joseph Brodsky Prêmio de Roma conquistou uma bolsa de estudos em literatura, profissionalização na The Amy Lowell Poetry Traveling Fellowship, em Alfred Hodder Fellowship, na Fulbright Fellowship, na NEA Fellowship, e uma bolsa em MacDowell Fellowship.

## Biografia
Arnold cresceu nos Estados Unidos, Europa e Ásia. Ele recebeu seu B. A. em Inglês a partir da Universidade de Yale, em 1990 e seu PhD em redação criativa da Universidade de Utah, em 2001. Deu aulas de poesia na Universidade de Wyoming. Contém poemas publicados em antologia, incluindo The Best American Poetry 1998 e The Bread Loaf Anthology of New American Poets, e em revistas literárias anteriores, incluindo Poetry, The Paris Review, Denver Quarterly, Barrow Street, New Republic e em Yale Review. Ele também foi um músico, e membro realizador da Banda Iris.
Em 27 de abril de 2009, Arnold desapareceu na pequena ilha vulcânica de Kuchinoerabujima, Japão. Ele foi para uma caminhada solo para explorar um vulcão ativo na ilha e nunca mais voltou para a pousada onde estava hospedado. Enquanto a procura apoiada pelo governo japonês exigiu buscas por um período de três dias, em 30 de abril de 2009, foi-se decidido prorrogar a busca por mais três dias. Arnold não foi encontrado, e, em seguida, a pesquisa foi coletada pelo ONG Internacional do 1º Grupo de Resposta Especial. A trilha deixada por Craig Arnold foi encontrada nas proximidades de um alto precipício, e, por conta disso, foi-se presumido que ele supostamente morreu de uma queda fatal próxima a data de seu desaparecimento.

## Prêmios e homenagens
- 2009 — E.U.A – Japan Creative Artists Residency
- 2008 — Bolsa de estudos do Programa Fulbright
- 2005 — Prêmio Anthony Hecht de Poesia
- 2005 — Prêmio de Roma em Literatura, da Academia Americana de Artes e Letras
- 2001 — Bolsa de estudos em Alfred Hodder na Universidade de Princeton
- 2001 — Bolsa de estudos na Dobie Paisano Fellow[13]
- 1999 — Bolsa de estudos de poesia na John Atherton para a Bread Loaf Writers Conference[13]
- 1999 — Prêmio Colégio Great Lakes da Associação de Novos Escritores[14]
- 1998 — Bolsa de estudos em redação criativa na National Endowment for the Arts
- 1998 — Prêmio de escrita original do Conselho de Artes de Utah[14]
- 1998 — National Endowment for the Arts em redação criativa
- 1996 — Bolsa de viagem da Amy Lowell Poetry Travelling Scholarship